# Římskokatolická farnost Červená Lhota
Římskokatolická farnost Červená Lhota je územní společenství římských katolíků v Červené Lhotě, s farním kostelem sv. Vavřince.

## Území farnosti
Do farnosti náleží území těchto obcí:
- Červená Lhota s kostelem sv. Vavřince,
- Budíkovice,
- Čechtín,
- Číhalín,
- Okřešice s kaplí sv. Antonína.

## Dějiny farnosti
Fara byla v Červené Lhotě již od založení tamního kostela..) Ten byl založen patrně již někdy ve 13. století. Písemná zmínka o existenci fary v Červené Lhotě je z roku 1400, kdy biskup Jan Mráz poukázal jistému knězi Zikmundovi, který byl oltářníkem Máří Magdaleny u svatého Jakuba v Brně, že má jakousi ztrátu jedna a půl kopy na faře v Červené Lhotě. Dále poukázal také na ztráty na farách v Kamenici, v Lukách, ve Zhoři u Polné a v Koněšíně. Roku 1421 pak měl dle záznamů spravovat faru provisor benediktinek v Pustiměři jménem Jan.
V 16. století nebyla fara pod katolickou správou. I mnoho občanů nedalekého města Třebíče byly protestantského vyznání. Tehdy udělila faře patronát Kateřina z Valdštejna, manželka Smila Osovského z Doubravice a později zemského hejtmana Karla staršího ze Žerotína, který byl velkým patronem protestantů na Moravě.
Dále jsou udáváni zde jako kazatel Jan Novokolínský roku 1609, roku 1624 pak Jakub Petroselius, syn pastora třebíčského. Ještě v době po Bitvě na Bílé hoře však na čas byla fara nekatolickou. Tehdy obsluhovali farníci z Červené Lhoty i fary v Beneticích a Chlumu. Po vydání Obnoveného zřízení zemského však byli nekatolíci v celé monarchii stíháni a i z Červené Lhoty byly nekatolíci vyhnáni, pokud nepřešli na víru katolickou. Fara byla následně zrušena a vesnice přifařena k Třebíči. Kaplan tehdy měl dojíždět z Třebíče do vesnice jednou za dva týdny v neděli. V roce 1670 pak byla fara přidělena do Kamenice a roku 1673 opět přifařena k Třebíči. Pod třebíčskou správou zůstala až do roku 1785, kdy byla po předchozí přestávce opět obnovena, farářem se tehdy stal P. Josef Scheiner. Téhož roku byly založeny také obecní matriky.

## Duchovní správci
Duchovním správcem farnosti je od 1. října 2014 administrátor kamenické farnosti R. D. Mgr. Grzegorz Bajon, OFMConv. Od 1. srpna 2021 je administrátorem excurrendo R. D. Pavel Bublan.

## Bohoslužby
| Kostel           | Místo         | Bohoslužba (den) | Hodina     | Poznámka     |
| ---------------- | ------------- | ---------------- | ---------- | ------------ |
| svatého Vavřince | Červená Lhota | neděle čtvrtek   | 9.00 17.00 | farní kostel |

## Primice
Ve farnosti slavili primice tito novokněží:
- Dne 4. července 1987 Stanislav Tvarůžek

## Aktivity farnosti
Dnem vzájemných modliteb farností za bohoslovce a bohoslovců za farnosti brněnské diecéze je 11. červen. Adorační den připadá na 13. července.
Ve farnosti se pravidelně koná tříkrálová sbírka. V roce 2017 činil její výtěžek v Červené Lhotě 6 270 korun, v Čechtíně 11 710 korun.